# Miofibroblast
Miofibroblast (lat. myofibroblastus, TH: H2.00.03.0.01013  Arhivirana inačica izvorne stranice od 4. lipnja 2020. (Wayback Machine)) je vrsta stanice koja je u fenotipu između fibroblasta i stanice glatkog mišićnog tkiva.
Smatra se da kad je tkivo ozlijeđeno, da fibroblasti koji su predvladavajuće mezenhimalne stanice nastaju od fibrocita ili možda od glatkih mišićnih krvnih žila ili žlijezda. Uobičajeno fibroblasti izražavaju glatkomišićni aktin, oblik aktina koji nalazimo u stanicama glatkih mišića i ne nalazimo ih u mirujućim fibrocitima. Fibroblate koji izražavaju ovaj oblik aktina nazivamo miofibroblastima.